# گویش سبزواری
گویش سبزواری به دلیل قدمت و زنده بودن واژه‌ها، اصیل‌ترین گویش فارسی خراسانی است. زبان شناسان گویش سبزواری را عصاره زبان فارسی نو و تاثیرگذارترین گویشِ این زبان می‌دانند. با سپری شدن بیش از هزار سال از نگارش کتاب تاریخ بیهقی، بسیاری از اصطلاحات این کتاب همچنان توسط مردم سبزوار به کار می‌رود. دانش واژه‌های گویش سبزواری که در شهرستان‌های سبزوار، ششتمد، داورزن، خوشاب، جغتای، جوین، اسفراین، بام و صفی‌آباد، بخش بیارجمند شهرستان شاهرود، دهستان فرومد شهرستان میامی و روستای آبه سبزواری‌ها در شهرستان آزادشهر رواج دارد، بر گرفته از واژه‌های قدیمی زبان فارسی و زبان فارسی نو است. این گویش، تنها گویش فارسی خراسانی است که علاوه بر استان خراسان در سایر استان‌های ایران نظیر سمنان و گلستان نیز گویشور دارد. به دلایل تاریخی واژه‌های گویش سبزواری هنوز اصالت فارسی خود را حفظ کرده‌است و کمتر از لغات دخیل در آن استفاده شده‌است. این گویش زنده بوده و قدمت آن گاهی به دوران ایران باستان و گویش‌های رایج در آن زمان می‌رسد و اکنون نیز به‌طور روزمره در محاوره بین مردم به کار می‌روند در حال حاضر اقلیت‌های قومی ساکن شهر سبزوار نظیر ترک‌ها، کردها، عرب‌ها و بلوچ‌ها علاوه بر زبان مادری خود به گویش سبزواری نیز صحبت می‌کنند. گویش سبزواری در بین اقلیت‌های دینی سبزوار نظیر مسیحیان(ارامنه)، یهودیان و بهائیان نیز رواج داشته‌است. این گویش با گویش یزدی کمی شباهت دارد اما اصالت این گویش آن را از گویش یزدی متمایز می‌سازد.

## گویش بودگی
زبان شناسان گویش(dialect) را چنین تعریف کرده‌اند: «گونه ای زبانی که در سه سطح آوایی، نحوی و واژگانی، نسبت به هنجارهای گونه معیار یک زبان، انحراف و واگرایی از خود نشان دهد. بدیهی است در موقعیت‌های متفاوت، انحراف در هریک از این سطوح می‌تواند نسبت به دو سطح دیگر دارای درجه و برجستگی بیشتری باشد». براین اساس زبان شناسان سبزواری را گویش دانسته‌اند و نه لهجه(accent)

## ثبت در فهرست میراث ناملموس سازمان میراث فرهنگی کشور
گویش سبزواری به عنوان یکی از گویش‌های فارسی اصیل خراسانی، در سال ۱۴۰۰ در فهرست میراث ملی ناملموس سازمان میراث فرهنگی کشور ثبت گردیده‌است. این گویش تنها گویش فارسی خراسانی است که در فهرست یادشده به ثبت رسیده‌است.

## اصطلاحات
| فارسی                   | سبزواری  | نحوهٔ تلفظ     |
| ----------------------- | -------- | ------------- |
| سایه                    | اِیاس     | Ayass         |
| سکسکه                   | اُکچَ      | Okcha         |
| شبح                     | پِرهَو     | per heaw      |
| سنگینی                  | هِنگوو    | hen gow       |
| یواشکی                  | خپنه     | khepana       |
| نفخ                     | دَم       | demesh        |
| رطیل                    | دلمک     | Dalmak        |
| آرنج و سقلمه زدن        | زِنگیچه   | zengichah     |
| عاشقتم، اسیرتم، منتظرتم | کلونگتوم | Kelevangetom  |
| تاول                    | اُوله     | Ovla          |
| آرزو                    | اِرمو     | Ermoo         |
| پدر                     | پییَر     | piyar         |
| مادر                    | مار      | Mar           |
| تره                     | گِندنای   | Gendonay      |
| خیس(تر)                 | لیش      | Lish          |
| چانه                    | چنَق      | chenagh       |
| پدر بزرگ                | باکلو    | bakklu        |
| مارمولک                 | کلپسه    | kelpasa       |
| زنبور                   | دند      | dend          |
| بشین                    | باخُسب    | Ba khosb      |
| (صوت تعجب)              | یووک     | yook          |
| (غذای محلی)             | کمه جوش  | kemeh joosh   |
| (غذای محلی)             | اِماج     | emaj          |
| (غذای محلی)             | اُوجیج    | ou jij        |
| حیاط                    | حولی     | Havli         |
| یاکریم                  | موساتقی  | mosatteghi    |
| فَک                      | زبک      | zebak         |
| فشار                    | خچار     | khochar       |
| گلو                     | خسم      | khasm         |
| بی‌حس                    | کلر      | kelar         |
| راه پله                 | رَِزینَ     | rezina        |
| چوب                     | چوله، چو | choulah، chow |
| بشین                    | بیشی     | Beyshi        |
| یواشکی سرک کشیدن        | کله کیشک | Kellekishak   |
| داس بزرگ                | بایتی    | bayti         |
| گنجشک                   | چُغوک     | choghok       |
| راست و محکم             | ترخت     | Terekht       |
| دهان                    | کلف      | Kelaf         |
| وشکون                   | خُن چلک   | khonchelek    |
| میمون                   | هندین    | handina       |
| پاره شد                 | بوکورچی  | bokorchiyi    |

## ضرب‌المثل‌ها
| سبزواری                                                         | فارسی                                                                                      | مورد استعمال |
| --------------------------------------------------------------- | ------------------------------------------------------------------------------------------ | --- |
| اِز جِغْن مَتِرس که او مَرَ بوم به بوم / اِز نرمَ بتِرس که او مِنَ کار تُمُوم | از جغد نترس که از این بوم به اون بوم می‌پرد از کبوتر بترس که کار را تمام می‌کند              | در مورد افراد پرادعایی به کار می‌رود که برخلاف افراد کم ادعا در عمل کاری از پیش نمی‌برند                                                                               |
| مِهمون غُروب موندِنیس                                              | مهمانی که غروب وارد بشود حتماً شب ماندنی است                                                | اظهارنظر افراد باتجربه و کهنسال است در مواقعی که سخن از مهمان بی وقت و مهمانی رفتن پیش می‌آید                                                                         |
| مورچَه وِر رَد چِربی راه مَره                                        | مورچه به دنبال چربی راه می‌رود                                                              | در مورد افراد سودجو و پول‌پرستی که هیچگونه تعهدی نسبت به اجتماعی و صفات عالی بشری ندارند. به کار می‌رود                                                                |
| مو اِز اِسیا میمُ ای مِگَه نوبَتِت نیس                                 | من از آسیاب می‌آیم این شخص می‌گوید نوبت تو نیست                                              | زبان حال کسی است که نسبت به امری یقین کامل دارد ولی دیگران با آگاهی کمی که دارند حرف او را نقض می‌کنند                                                                |
| نِه بِل مَزنَه نِه پَیَه اِنگور مُخرَه دِ سَیَه                              | نه بیل می‌زند نه پایه، انگور می‌خورد در سایه                                                 | در مورد افراد خوش گذران که از دست رنج دیگران استفاده می‌کنند، به کار می‌رود                                                                                            |
| وقتی فکر نون گُربَر مینی میش خَنَتِ خُراب مِنَ                          | وقتی فکر غذای گربه را می‌کنی موش خانه شما را خراب می‌کند                                     | در مورد افرادی به کار می‌رود که باید در رابطه با کاری هزینه کنند اما از این کار خودداری می‌کنند در نتیجه در آینده ضمن پشیمانی مجبور می‌شوند چند برابر بیشتر هزینه کنند. |
| نون نَدَرَه باخرَه پیاز مُخرَه اِشتِها واگنِه                            | نان ندارد که بخورد پیاز می‌خورد تا اشتها باز کند                                            | در مورد افراد پرتوقعی به کار می‌رود که سطح تمایلات و خواسته‌هایشان بسیار بالا ولی امکانات و توانایی شان بسیار کم است                                                   |
| نَوکِردَه قُبار نَمیشنَسَه بابارِ                                       | نوکرده قبا را، نمی‌شناسد بابا را                                                            | در مورد افراد تازه به دوران رسیده که دوستان قدیم و ولینعمتان خود را به دیده تحقیر می‌نگرند به کار می‌رود                                                               |
| نِه دُزد باش نِه دُزد زییَه                                          | نه دُزد باش نه دُزد زَده                                                                      | در مورد افرادی که زیر بار ظلم می‌روند یا به حقوق دیگران تجاوز می‌کنند، به کار می‌رود                                                                                    |
| کِلی دِ زِرِ کلاهِ کوریس که وِر مُلاءِ                                  | کچلی در زیر کلاه است و دیده نمی‌شود ولی کوری برکلا و آشکار است                              | در مذمت بی سوادی به کار می‌رود |
| کَم باخار کِلپورَه نَخار                                            | کم بخور تا کلپور (داروی تلخ) را برای درمان نخوری                                           | در نصیحت به کم خوری و مذمت پرخوری به کار می‌رود. |
| پیر رَفتی پیر مِش، اِز اَغَل بیری کَش                                 | پیر شدی ای میش پیر، از آغل برو بیرون                                                       | همان "(برو به سلاخ خانه، دیگر نوبتت فرا رسیده)" می‌باشد. |
| بوم وِریت بِفْتِه، نوم وِریت نَفتِه                                    | بام بر روی تو خراب شود ولی نام بد بر تو نیافتد                                             | در اهمیت آبرو و اعتبار به کار می‌رود. |
| تِرمَه کُهنَه مَرَه، پِتَوَه نَمَرَه                                        | ترمه کهنه می‌شود اما پیتوه (پارچه ارزان قیمت که زنان روستایی زیر دامن خود می‌پوشیدند) نمی‌شود | در مورد ارزش اصالت بکار می‌رود |
| به دِرَوْ نَمُبْرِنِتْ، هَشَرتِّ که وِنَمِسْتِنِنْ                                  | ممکن است که تو رابه کار درو کردن نبرند، اما داسَت را که از تو نمی‌گیرند                      | شانست رو برای پیدا کردن کار (فرصت‌های زندگی) امتحان کن، ضرر نمی‌کنی.                                                                                                   |

## ویژگی‌های منحصر به فرد
مهم ترین ویژگی‌های منحصر به فرد گویش سبزواری عبارت اند از:
۱-  مصوت ها: برخلاف زبان فارسی که ۶ مصوت دارد، گویش سبزواری از ۱۴ مصوت برخوردار است . به‌طور مثال می‌توان به آی کشیده اشاره کرد که فقط در گویش سبزواری می‌توان آن را یافت. نکته درخور تأمل آنکه زبان اوستایی نیز ۱۴ مصوت داشته‌است. به عبارت دیگر اگر درصد شناخت زبان اوستایی باشیم باید به گویش سبزواری توجه کنیم و این امر از نکات بسیار مهم گویش سبزواری است.
۲- واو مجهول: از دیگر ویژگی‌های منحصر به فرد این گویش میتوان به واو مجهول اشاره کرد که تنها در گویش سبزواری وجود دارد. به‌طور مثال کلمه خواهر در همه کشور «خاهر» تلفظ می‌شود، اما هنوز در منطقه داورزن سبزوار این واو را تلفظ می‌کنند. این واو مجهول بازمانده ۲۵۰۰ سال قبل است و حتی تا دوره سعدی در قرن هفتم و هشتم وجود داشته‌است. این واو مجهول به جز داورزن سبزوار در نقاط مختلف کشور تقریباً در شرف ار بین رفتن است.
۳- یای مجهول: یکی دیگر از ویژگی‌های گویش سبزواری وجود یای مجهول در این گویش می‌باشد که حتی اندیشمندان ایرانی و غربی نظیر مرحوم ملک الشعرای بهار و ژیلبر لازار فرانسوی اذعان نموده‌اند که این یای مجهول در تمام کشور به جز سبزوار از بین رفته‌است. این یای مجهول در سبزوار به وفور پیدا می‌شود. به عنوان مثال در سبزوار به هیچ می‌گویند هِچ، یا به بیل می‌گویند بِل، یا در کتاب کلیدر محمود دولت‌آبادی به جای بیکار از واژه بِکار استفاده شده‌است. این مورد در زبان اوستایی (با قدمت ۲۳۰۰ تا ۲۷۰۰) نیز وجود داشته و به کار می‌رفته‌است. همچنین یای مجهول در شعر مولوی به کار رفته‌است:
کار پاکان را قیاس از خود مگیر *** گر چه ماند در نبشتن شر و شیر
هر دو مورد با شیر نوشته می‌شده‌است و در نتیجه تا قرن هفتم و هشتم این یای مجهول وجود داشته اما به مرور در زبان فارسی از بین رفته اما در سبزوار همچنان به قوت خود باقی است.
۴- مقاومت در برابر کلمات زبان های خارجی: از ویژگی‌های مهم دیگر گویش سبزواری می‌توان به مقاومت این گویش در برابر کلمات زبان‌های خارجی از جمله کلمات انگلیسی، عربی، روسی، ترکی و … اشاره کرد چرا که به ندرت می‌توان کلمات خارجی را در گویش سبزواری مشاهده نمود. دراین راستا تمام کلماتی که وارد این گویش شده‌است به صد مورد نمی‌رسد. در خصوص واج‌ها نیز باید بیان داشت که هیچ واجی وارد گویش سبزواری نشده‌است، به عبارت دیگر واج‌های گویش سبزوار بکر باقی مانده‌است. کلمات اوستایی در گویش سبزواری خیلی زیاد است. به‌طور مثال می‌توان به واژه دِو (دیو)، جام (کاسه) و یام و … یا کلمه کوف اشاره کرد که در هیچ نقطه از کشور وجود ندارد و فقط در حوزه سبزوار به ویژه داورزن وجود دارد.
۵- فعل های ساده و پیشوندی: یکی از ویژگی‌های دیگر این گویش این است که فعل‌های ساده و پیشوندی در گویش سبزواری بسیار زیاد است و در زبان فارسی این فعل‌ها در شرف از بین رفتن است؛ در این زمینه می‌توان به فعل‌های ساده انجیدن به معنی ریز ریز کردن (انجو انجو کو)، تیجیدن (بارا ای لباس بتیجو)، دِویستَن، وِرخِچِلوندن (فشار دادن)، دِندوختَن (شایعه کردن)، خوچوندن (فشار دادن)، وِرتِلِزگین (از جا پریدن)، وِراِمیَن، واکِشیَن (بستن در) و … اشاره نمود.
۶- نام آواها: در گویش سبزواری نام‌آواها و صوت‌های بسیار زیادی وجود دارد که تعداد زیادی از آن‌ها در شرف از بین رفتن است. به‌طور مثال می‌توان از جق‌جق (صدای ترشیده ماست)، لق‌لق (صدای جوشیدن آب)، کرکر، مس‌مس، زق‌زق، فش‌فش، هف‌هف (صدای سگ) و …. یاد کرد.
۷- از دیگر ویژگی‌های گویش سبزواری این است که در این گویش برای هر پدیده‌ای اسم مجزایی وجود دارد؛ مثلاً اگر چوب بزرگ باشد از کلمه کنده استفاده می‌شود یا اگر چوب خیلی کوچک باشد از کلمه خِلَشَه مثل خِلَشِه کبریت استفاده می‌شود، همین‌طور اگر چوب تازه باشد و از درخت کنده شده باشند آن را شوش می‌گویند، یا اگر چوب درخت انار باشد، آن را ترکه می‌گویند یا مثلاً وقتی چیزی را باد می‌کند برحسب مورد از فعل‌های مختلفی همچون وِرتِلِزگییَن، وِرقُلُپییَن، وِرسُلُمبییَن و … استفاده می‌شود.